# グルクロン酸イソメラーゼ
グルクロン酸イソメラーゼ(Glucuronate isomerase、EC 5.3.1.12)は、以下の化学反応を触媒する酵素である。
D-グルクロン酸{\displaystyle \rightleftharpoons }D-フルクツロン酸
従って、この酵素の基質はD-グルクロン酸、生成物はD-フルクツロン酸である。
この酵素は、異性化酵素、特にアルドースやケトースを相互転換する分子内酸化還元酵素に分類される。系統名は、D-グルクロン酸 アルドース-ケトース-イソメラーゼ(D-glucuronate aldose-ketose-isomerase)である。この酵素は、ペントース及びグルクロン酸の相互変換に関与している。

## 構造
2007年末時点で、2つの構造が解かれている。蛋白質構造データバンクのコードは、1J5Sと2Q01である。